# Plectrocnemia yunnanensis
Plectrocnemia yunnanensis är en nattsländeart som beskrevs av Hwang 1957. Plectrocnemia yunnanensis ingår i släktet Plectrocnemia och familjen fångstnätnattsländor. Inga underarter finns listade i Catalogue of Life.